# ألكيتاس باناغولياس
ألكيتاس باناغولياس، من مواليد 30 مايو 1934 في سالونيكا في اليونان، لاعب كرة قدم يوناني سابق، ومدرب كرة قدم يوناني سابق.

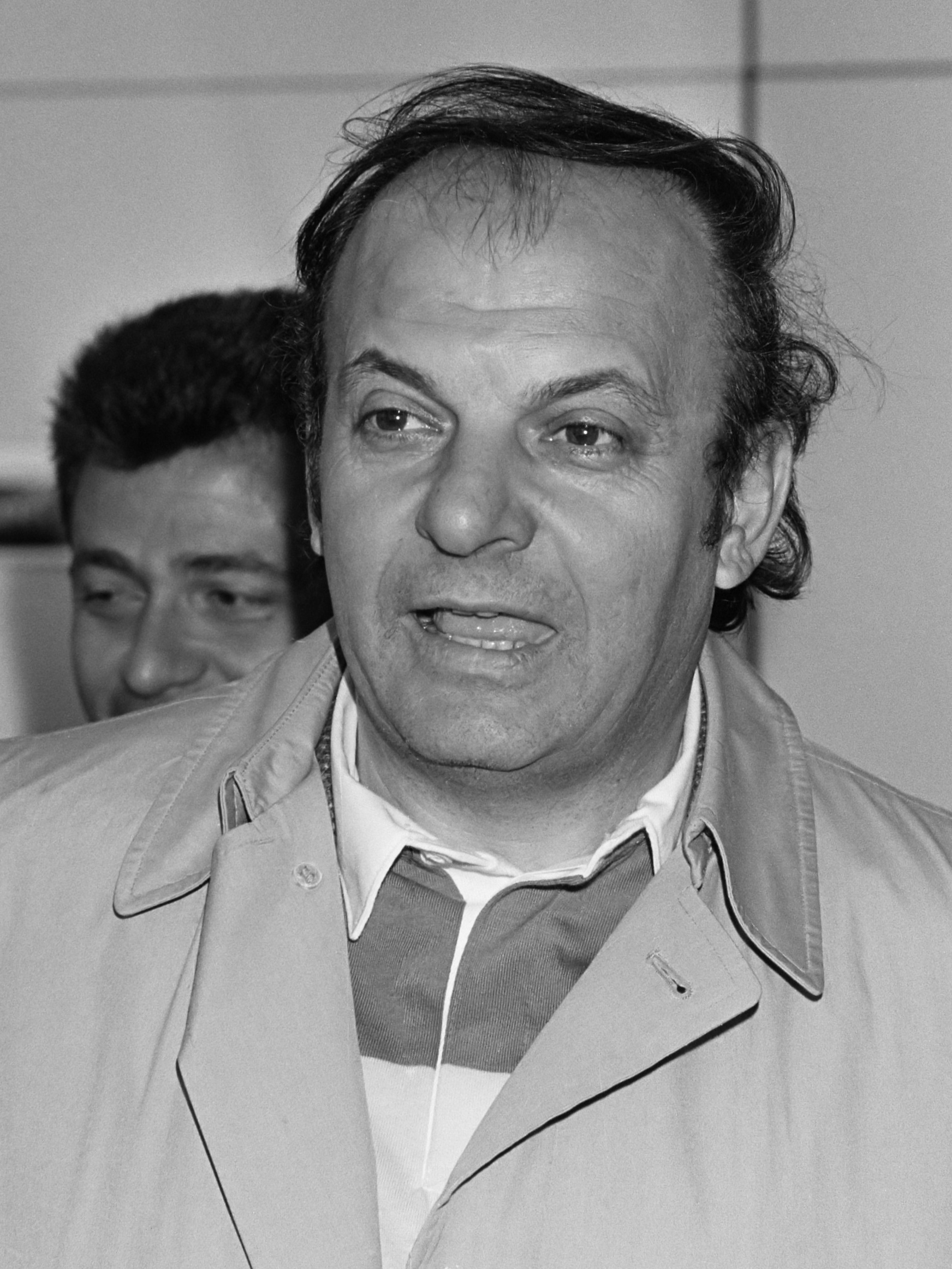
ألكيتاس باناغولياس

درب منتخب اليونان لكرة القدم، وقاده للتأهل الأول لكأس الأمم الأوروبية (عام 1980)، والتأهل الأول لكأس العالم لكرة القدم (دورة 1994)، ودرب منتخب الولايات المتحدة لكرة القدم في بين عامي 1983 و1985.
توفي في 18 يونيو 2012.

## وصلات خارجية
- ألكيتاس باناغولياس على موقع قاعدة بيانات كرة القدم.إي يو (الإنجليزية)
- ألكيتاس باناغولياس على موقع عالم كرة القدم.نت (الإنجليزية)
- ألكيتاس باناغولياس على موقع أوليمبيديا (الإنجليزية)